# Джая Бачан
Джая Бачан (по баща Бхадури) е индийска актриса и политик, член на горната камара на парламента Раджа Сабха от партията „Самаджвади“, представляваща Утар Прадеш от 2004 г. насам. Известна предимно с работата си на хинди и бенгалски в киното, тя добива популярност с това, че затвърждава естествения си стил на актьорска игра както в мейнстрийм, така и в киното „среден път“[ неясно? ]. Носител е на множество отличия, включително девет награди Filmfare и „Падма Шри“, четвъртото най-високо гражданско отличие, присъждано от правителството на Индия.

## Кариера
Джая Бхадури е родена на 9 април 1948 г. в Джабалпур, Индия, в бенгалско браминско семейство. Родителите ѝ са Тарун Кумар Бхадури, журналист, писател и поет и съпругата му Индира. Учи в манастирското училище St Joseph's Convent, Бопал и завършва Института за кино и телевизия на Индия в Пуна.

### Актьорска кариера
Дебютира в киното на 15-годишна възраст с роля в бенгалския филм Mahanagar (1963) на режисьора Сатяджит Рей, с Анил Чатърджи и Мадхаби Мукерджи в главните роли. След това се появява в още два бенгалски филма: 13-минутния късометражен Suman и комедията Dhanyee Meye (1971), където играе ролята на снаха на Утам Кумар. 
През 1971 г. играе главната роля в Guddi (1971), на режисьора Хришикеш Мукерджи, с когото си сътрудничи в няколко филма след това. 
Добива популярност с ролите си във филми като Uphaar (1971), Koshish (1972) и Kora Kagaz (1974). Участва в няколко филма със съпруга си Амитаб Бачан, включително Zanjeer (1973), Abhimaan (1973), Chupke Chupke (1975), Mili (1975) и Sholay (1975).
След брака си с Амитаб Бачан и раждането на двете им деца, тя ограничава работата си във филми, като по-специално внимание заслужават ролите ѝ в Nauker (1979) и Silsila (1981). След 17-годишна пауза тя се завръща към актьорството с независимата драма на Говинд Нихалани Hazaar Chaurasi Ki Maa (1998). В следващите няколко години играе емоционално проблемни майки в комерсиално успешните драми Fiza (2000), „Понякога щастие, понякога тъга“ (2001) и „Утрото може и да не настъпи“ (2003). Играе със сина си Абхишек в Laaga Chunari Mein Daag (2007) и Drona (2008).
През 2011 г. Бачан се появява в бангладешкия филм Meherjaan с участието на Виктор Банерджи и Хумаюн Фариди. Филмът е базиран на любовна история между Бангладеш и Пакистан на фона на жестокостите в Бангладеш през 1971 г.

### Политическа кариера
Бачан е избрана за депутат в горната камара на индийския парламент Раджа Сабха за първи път през 2004 г. като член на партията „Самаджвади“ и представител на щата Утар Прадеш с мандат до март 2006 г. Преизбрана е четири пъти – през 2006, 2012, 2018 и 2024 г. Освен това тя води кампания за конгреса на Тринамол в цяла Индия по време на изборите за законодателно събрание на Западна Бенгалия през 2021 г.
Роли в парламентарни комисии
- от 13 септември 2021 г.: член на комисията по външни работи

## Личен живот
На 3 юни 1973 г. се омъжва за Амитаб Бачан. Двойката има две деца: Швета Бачан Нанда и Абхишек Бачан, който също е актьор. Швета е омъжена за индустриалеца Никхил Нанда, внук на семейство Капур от Делхи, и има две деца, Навя Навели и Агастия Нанда, докато Абйишек Бачан е женен за актрисата Айшвария Рай и има дъщеря Аарадхя Бачан.

## Заемани позиции
Джая Бачан е избирана 5 пъти за депутат в горната камара на индийския парламент Раджа Сабха.
Според клетвената декларация за изборите от 2018 г., Бачан има активи на стойност 10016,3 милиона рупии и пасиви на стойност 105,64 крори.
| #  | От      | До      | Позиция                                                                 | Партия     |
| -- | ------- | ------- | ----------------------------------------------------------------------- | ---------- |
| 1. | 2004 г. | 2006 г. | Депутат (1-ви мандат) в Раджа Сабха от Утар Прадеш (частично гласуване) | Самаджвади |
| 2. | 2006 г. | 2012 г. | Депутат (2-ри мандат) в Раджа Сабха от Утар Прадеш                      | Самаджвади |
| 3. | 2012 г. | 2018 г. | Депутат (3-ти мандат) в Раджа Сабха от Утар Прадеш                      | Самаджвади |
| 4. | 2018 г. | 2024 г. | Депутат (4-ти мандат) в Раджа Сабха от Утар Прадеш                      | Самаджвади |
| 5. | 2024 .  |         | Депутат (5-и мандат) в Раджа Сабха от Утар Прадеш                       | Самаджвади |